# Baureihe VT 18.16

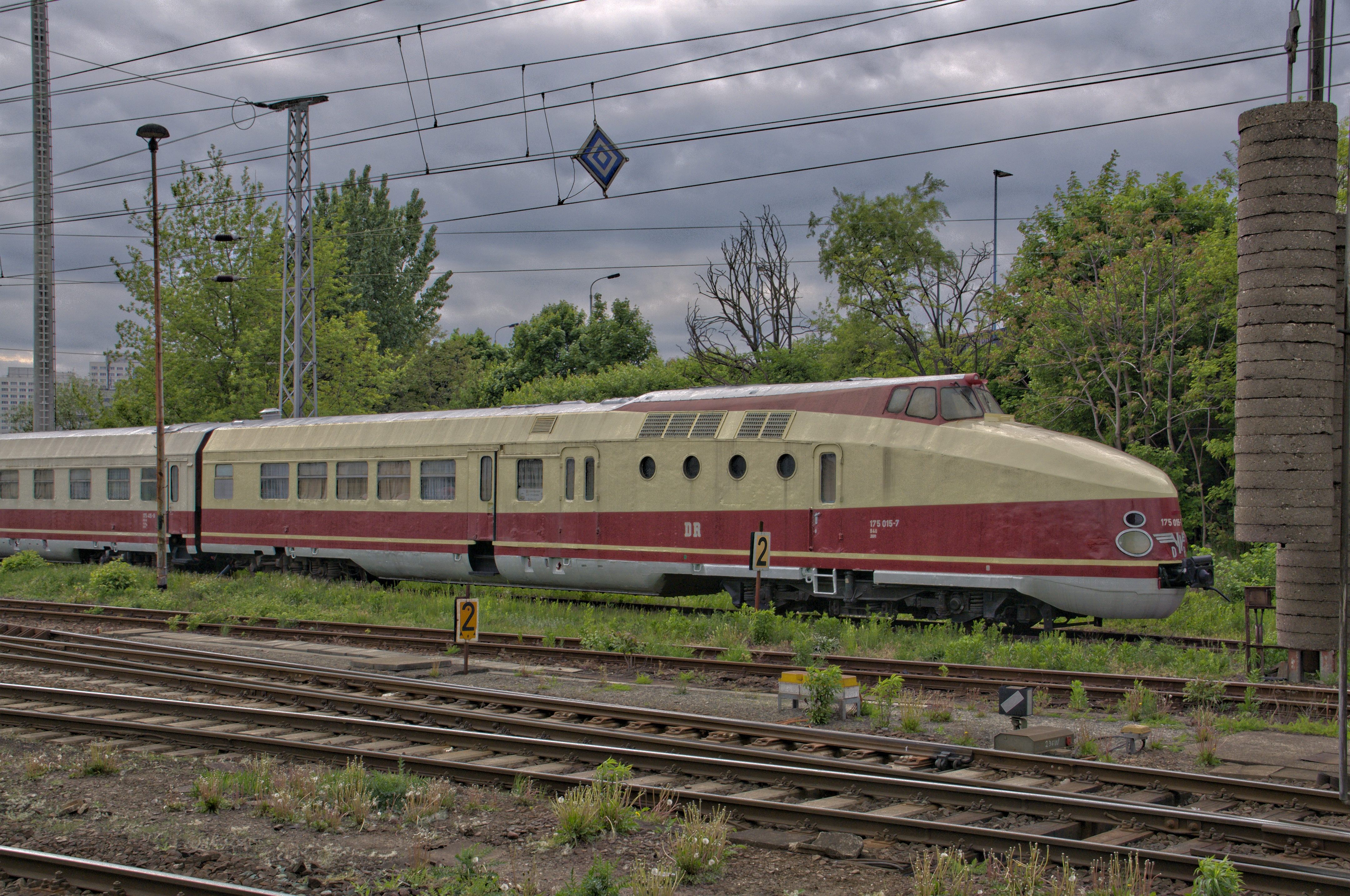
Een VT 18.16 in het Sächsisches Eisenbahnmuseum in Chemnitz.

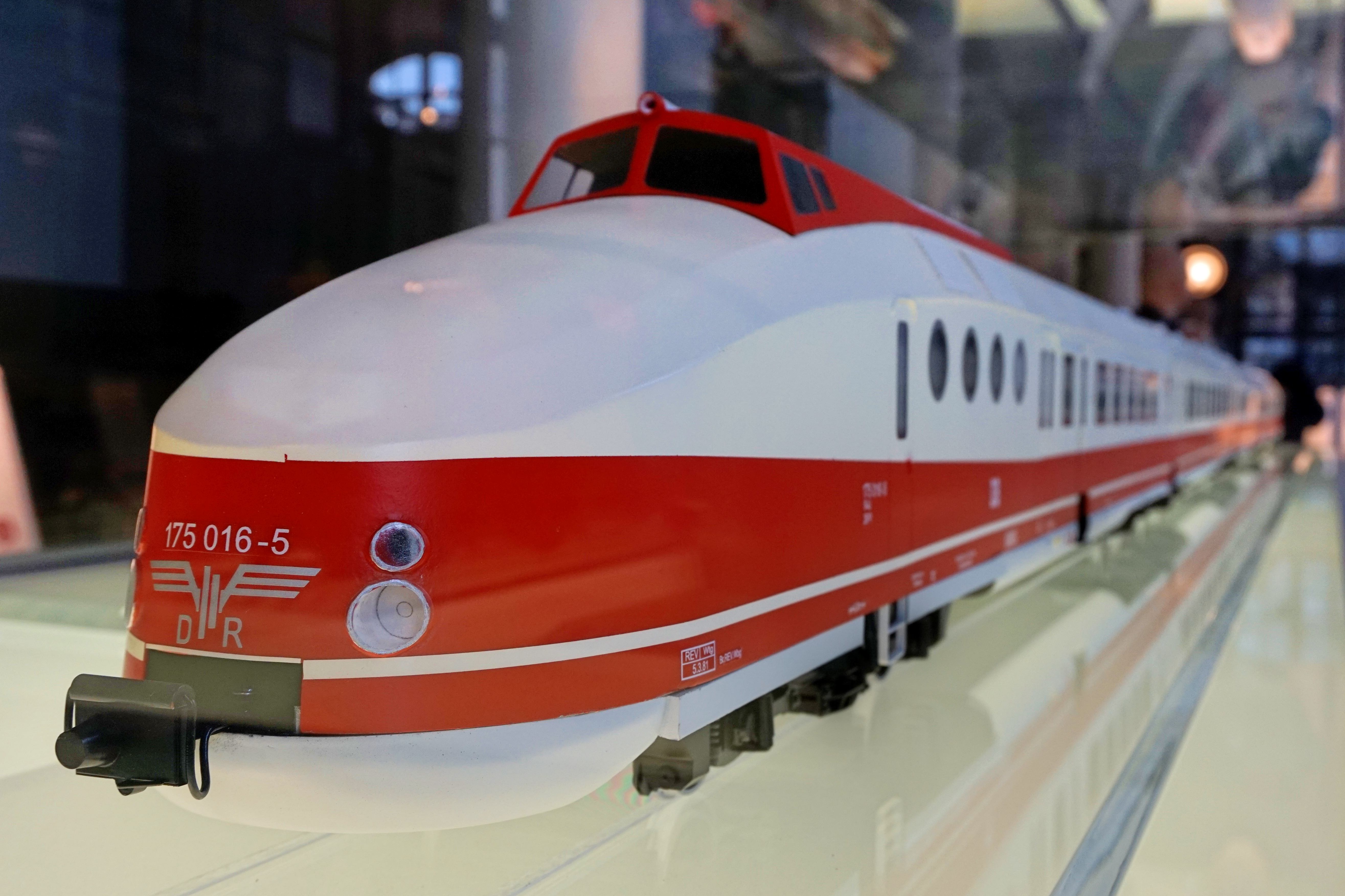
Een schaalmodel in het Verkehrsmuseum Dresden.

De Baureihe VT 18.16 (vanaf 1970 Baureihe 175 genoemd en ook bekend als de Bauart Görlitz) is een model dieselhydraulisch treinstel van de Oost-Duitse spoorwegen, de Deutsche Reichsbahn en was haar antwoord op de West-Europese TEE. Er zijn er acht van gebouwd die vooral op internationale lijnen naar West-Europese bestemmingen zijn ingezet. De trein was naar de maatstaven van de DDR van hoge kwaliteit en vervulde daarmee ook een PR-functie.
Om de bouw, door Waggonbau Görlitz, van de treinen mogelijk te maken moest geïmproviseerd worden en een aantal onderdelen moesten in het westen besteld worden. Het model beleefde haar hoogtijdagen in de jaren zestig en zeventig van de twintigste eeuw. Voor de reizigers was een restaurant aan boord waarbij ook aan de service veel zorg werd besteed vanwege de PR-functie. Op 30 oktober 1972 was een van de treinen betrokken bij het grootste treinongeluk in de geschiedenis van de DDR toen deze in dichte mist op een tegemoetkomende trein botste. Het laatste model werd pas in 2003 uit dienst genomen maar dit model rijdt bij gelegenheid nog steeds rond.
De VT 18.16 werd ingezet op verschillende internationale trajecten, startend van Berlin Ostbahnhof:
- De Vindobona van Oost-Berlijn via Praag naar Wenen
- De Karlex en de Karola naar Karlsbad
- De Berlinaren naar Malmö (deels per boot)
- De Neptun naar Kopenhagen (deels per boot)
- De Sorbenexpress naar Bautzen

Het laatste traject waar de trein op ingezet werd was van Berlijn naar Leipzig
In dit overzicht staan eveneens treinen van de Deutsche Bundesbahn (DB) en van de Deutsche Reichsbahn (DR)